# Curt Wrigfors
Curt Olof Gösta Wrigfors, ursprungligen Karlsson, född 13 april 1944 i Sunds församling i nuvarande Ydre kommun, Östergötlands län, död 14 januari 2025 i Säby distrikt, Tranås, Jönköpings län, var en svensk företagsledare verksam inom hustillverkningsbranschen.

## Biografi
Curt Wrigfors var verksam vid Gullringshus 1969–1984, först som ekonomichef och sedan som VD. År 1984 tog han över HSB Borohus i småländska Landsbro i Vetlanda kommun och gjorde om det till Team Boro. Verksamheten utökades kraftigt. Företag efter företag köptes upp och lades till verksamheten i Team Boro Riquma AB. Det handlade bland annat om husföretag i Dalarna, fönster- och dörrtillverkare i Norrbotten och Astrid Lindgrens värld i Vimmerby. Han tog initiativ till och byggde Ekerum Golf Resort på Öland, och han ägde under en period Eksjö stadshotell, Vetlanda stadshotell och Strand Hotell Borgholm.
Wrigfors erhöll 1978 Svenska Riksidrottsförbundet diplom för värdefulla insatser för tillskapande av ny idrottsanläggning. Han erhöll 1991 Svenska Marknadsledargruppens guldplakett, och 1995 Eksjö kommuns diplom för god byggnadsminnesvård. 
År 1991 försattes Team Boro i konkurs i samband med finanskrisen i början av 1990-talet. Wrigfors var sedan VD för Hjältevadshus Modulent 1995–2001. Sedan 1994 drev han konsultföretaget QRT Management.
År 2010 blev Wrigfors uppmärksammad i TV-programmet Fuskbyggarna med Lennart Ekdal och Martin Timell där han kritiserades för kvalitetsproblem i ett husbygge. Wrigfors har framhållit att han som en betydande aktör i husbyggarbranschen i Sverige i slutet av 1980-talet tog initiativ till byggfelsförsäkringen, vilken ska kunna ge kompensation för skador som inträffar efter godkänd slutbesiktning.
Wrigfors gav ut tre böcker om sitt liv, där han i en av böckerna går till motangrepp mot TV-programmet Fuskbyggarna med Lennart Ekdal.